# Golden Lions
Golden Lions es un equipo profesional de rugby, fundado en 1889 y ubicado en Johannesburgo, en Sudáfrica, y que anualmente compite en el campeonato Currie Cup.
La Transvaal Rugby Union gobierna el equipo provincial de los Golden Lions, así como al equipo de los Lions que compite en el United Rugby Championship contra equipos de Irlanda, Gales, Italia y Escocia. La Union original contenía a otras Unions independientes hoy en día, como a la de Northern Transvaal (hoy Blue Bulls), Western Transvaal (hoy Leopards) o Eastern Transvaal (hoy Pumas). 
La participación del equipo en la Currie Cup ha tenido éxitos salteados, logrando 11 títulos, pera pasando también por largas temporadas de sequía, en una ciudad que siempre desea tener celebraciones. Se considera que a mediados de los 90 el club tuvo una Era Dorada, ganando la Currie Cup en los años 1993 y 1994, saliendo a competir en el Super 10 contra los mejores equipos de Nueva Zelanda y Australia, torneo que ganó en 1993 contra Auckland, y llegando a la final en 1995, en la que cayó contra Queensland. En esos años destacaba la presencia en las filas del equipo de Francois Pienaar, el capitán de la selección sudafricana de rugby que ganó el mundial de 1995. 
No obstante, la construcción del estadio Ellis Park y las reconstrucciones que se han hecho después ha sumido a la Union en continuas dificultades económicas que han limitado las posibilidades de que los Golden Lions sean competitivos. Además existía la sensación de que el continuo desmembramiento de la Transvaal Rugby Union en otras pequeñas Unions acabaría con la desaparición de esta, lo que sumado al problema económico generó un desanimo en la afición del equipo que perdura. Un ejemplo es que super estrellas como Bryan Habana y Jaque Fourie que han salido de las filas de los Golden Lions, ficharon en su día por otros equipos para poder ganar más dinero.
Desde la llegada del profesionalismo al rugby y la creación del torneo Super 12 (hoy Super Rugby), el club ha sido la base sobre la que está formado el equipo de los Lions, uno de los equipos sudafricanos que compiten en el torneo Super Rugby contra equipos neozelandeses y australianos por el cetro del rugby en el Hemisferio Sur.
El Golden Lions juega sus partidos como local en el estadio Ellis Park de Johannesburgo, que tiene una capacidad para 62.560 espectadores.

## Títulos

### Torneos internacionales
- Súper 10 (1): 1993

### Torneos nacionales
- Currie Cup (11): 1922, 1939, 1950, 1952, 1971, 1972, 1993, 1994, 1999, 2011, 2015
- Vodacom Cup (5): 1999, 2002, 2003, 2004, 2013
- Lion Cup (5): 1986, 1987, 1992, 1993, 1994
- Percy Frames Trophy (1): 1994